# 1341 Edmee
1341 Edmee је астероид главног астероидног појаса. Приближан пречник астероида је 27,49 ,
а средња удаљеност астероида од Сунца износи 2,743 астрономских јединица (АЈ).
Инклинација (нагиб) орбите у односу на раван еклиптике је 13,088 степени, а орбитални период износи 1659,938 дана (4,544 године). Ексцентрицитет орбите астероида износи 0,076.
Апсолутна магнитуда астероида износи 10,58 а геометријски албедо 0,137.
Астероид је откривен 27. јануара 1935. године.